# Augusto di Sassonia-Merseburg
Augusto di Sassonia-Merseburg (Merseburg, 15 febbraio 1655 – Zörbig, 27 marzo 1715) fu un membro della dinastia Wettin e duca di Sassonia-Merseburg-Zörbig dal 1691 fino alla morte nel 1715.

## Biografia
Era figlio di Cristiano I di Sassonia-Merseburg e di Cristiana di Schleswig-Holstein-Sonderburg-Glücksburg.
Per dare una fonte di sostentamento ai tre figli minori, il duca Cristiano lasciò loro in testamento alcuni piccoli territori della Sassonia-Merseburg. Augusto ricevette la città di Zörbig ed il territorio circostante al fine di fondare la linea Wettin di Sassonia-Merseburg-Zörbig.
Poco dopo la morte del padre nel 1691, ricevette tramite la dote della moglie la città di Alt-Stargard.
Nei suoi territori, Augusto diede l'avvio ad un'ampia opera di ricostruzione, già avviata da suo padre, per rimettere in sesto le regioni danneggiate dalla Guerra dei trent'anni.
Dal 1694 iniziò anche la ristrutturazione del castello di Zörbig ma Augusto morì prima del completamento dei lavori. Il castello venne abitato dalla vedova dalla loro unica figlia superstite Carolina, che rimase nubile.

## Matrimonio e figli
Sposò a Güstrow il 1º dicembre 1686 la principessa Edvige di Meclemburgo-Güstrow, figlia del duca Gustavo Adolfo di Meclemburgo-Güstrow da cui ebbe cinque figli:
- Cristiana Maddalena (Zörbig, 11 marzo 1687-Merseburg, 21 marzo 1689);
- Carolina Augusta (Zörbig, 10 marzo 1691-Zörbig, 23 settembre 1743)
- Edvige Eleonora (Zörbig, 26 febbraio 1693-Zörbig, 31 agosto 1693);
- Gustavo Federico (Zörbig, 28 ottobre 1694-Zörbig, 24 maggio 1695);
- Augusto (Zörbig, 26 febbraio 1696-Zörbig, 26 marzo 1696).

Non avendo dato alla luce Edvige alcun erede maschio, la linea dei Sassonia-Merseburg-Zörbig si estinse con Augusto.

## Ascendenza
|                                                           |                                               |                                        | Genitori                                       |  |  | Nonni |  |  | Bisnonni                                   |  |  | Trisnonni                             |  |
|                                                           |                                               |                                        |                                                |  |  |       |  |  | Christian I, principe elettore di Sassonia |  |  | August, principe elettore di Sassonia |  |
|                                                           |                                               |                                        |                                                |  |  |       |  |  | Christian I, principe elettore di Sassonia |  |  | August, principe elettore di Sassonia |  |
|                                                           |                                               | Anna af Danmark                        |                                                |  |  |       |  |  | Christian I, principe elettore di Sassonia |  |  |                                       |  |
| Johann Georg I, principe elettore di Sassonia             |                                               |                                        |                                                |  |  |       |  |  | Christian I, principe elettore di Sassonia |  |  |                                       |  |
|                                                           |                                               | Sophie von Brandenburg                 | Johann Georg, principe elettore di Brandeburgo |  |  |       |  |  |                                            |  |  |                                       |  |
|                                                           |                                               | Sophie von Brandenburg                 | Johann Georg, principe elettore di Brandeburgo |  |  |       |  |  |                                            |  |  |                                       |  |
|                                                           |                                               | Sophie von Brandenburg                 | Sabina von Brandenburg-Ansbach                 |  |  |       |  |  |                                            |  |  |                                       |  |
| Christian I, duca di Sassonia-Merseburg                   |                                               | Sophie von Brandenburg                 |                                                |  |  |       |  |  |                                            |  |  |                                       |  |
|                                                           |                                               | Albrecht Friedrich, duca di Prussia    | Albrecht I, duca di Prussia                    |  |  |       |  |  |                                            |  |  |                                       |  |
|                                                           |                                               | Albrecht Friedrich, duca di Prussia    | Albrecht I, duca di Prussia                    |  |  |       |  |  |                                            |  |  |                                       |  |
|                                                           |                                               | Albrecht Friedrich, duca di Prussia    | Anna Maria von Braunschweig-Lüneburg           |  |  |       |  |  |                                            |  |  |                                       |  |
| Magdalena Sibylle von Preußen                             |                                               | Albrecht Friedrich, duca di Prussia    |                                                |  |  |       |  |  |                                            |  |  |                                       |  |
|                                                           |                                               | Marie Eleonore von Jülich-Kleve-Berg   | Wilhelm, duca di Jülich-Kleve-Berg             |  |  |       |  |  |                                            |  |  |                                       |  |
|                                                           |                                               | Marie Eleonore von Jülich-Kleve-Berg   | Wilhelm, duca di Jülich-Kleve-Berg             |  |  |       |  |  |                                            |  |  |                                       |  |
|                                                           |                                               | Marie Eleonore von Jülich-Kleve-Berg   | Maria von Österreich                           |  |  |       |  |  |                                            |  |  |                                       |  |
| August, duca di Sassonia-Merseburg-Zörbig                 |                                               | Marie Eleonore von Jülich-Kleve-Berg   |                                                |  |  |       |  |  |                                            |  |  |                                       |  |
|                                                           | Johann, duca di Schleswig-Holstein-Sonderburg | Christian III, re di Danimarca         |                                                |  |  |       |  |  |                                            |  |  |                                       |  |
|                                                           | Johann, duca di Schleswig-Holstein-Sonderburg | Christian III, re di Danimarca         |                                                |  |  |       |  |  |                                            |  |  |                                       |  |
|                                                           | Johann, duca di Schleswig-Holstein-Sonderburg | Dorothea von Sachsen-Lauenburg         |                                                |  |  |       |  |  |                                            |  |  |                                       |  |
| Philipp, duca di Schleswig-Holstein-Sonderburg-Glücksburg | Johann, duca di Schleswig-Holstein-Sonderburg |                                        |                                                |  |  |       |  |  |                                            |  |  |                                       |  |
|                                                           |                                               | Elisabeth von Braunschweig-Grubenhagen | Ernst III, principe di Brunswick-Grübenhagen   |  |  |       |  |  |                                            |  |  |                                       |  |
|                                                           |                                               | Elisabeth von Braunschweig-Grubenhagen | Ernst III, principe di Brunswick-Grübenhagen   |  |  |       |  |  |                                            |  |  |                                       |  |
|                                                           |                                               | Elisabeth von Braunschweig-Grubenhagen | Margarethe von Pommern-Wolgast                 |  |  |       |  |  |                                            |  |  |                                       |  |
| Christiana von Schleswig-Holstein-Sonderburg-Glücksburg   |                                               | Elisabeth von Braunschweig-Grubenhagen |                                                |  |  |       |  |  |                                            |  |  |                                       |  |
|                                                           |                                               | Franz II, duca di Sassonia-Lauenburg   | Franz I, duca di Sassonia-Lauenburg            |  |  |       |  |  |                                            |  |  |                                       |  |
|                                                           |                                               | Franz II, duca di Sassonia-Lauenburg   | Franz I, duca di Sassonia-Lauenburg            |  |  |       |  |  |                                            |  |  |                                       |  |
|                                                           |                                               | Franz II, duca di Sassonia-Lauenburg   | Sibylle von Sachsen                            |  |  |       |  |  |                                            |  |  |                                       |  |
| Sophie Hedwig von Sachsen-Lauenburg                       |                                               | Franz II, duca di Sassonia-Lauenburg   |                                                |  |  |       |  |  |                                            |  |  |                                       |  |
|                                                           |                                               | Maria von Braunschweig-Wolfenbüttel    | Julius, principe di Brunswick-Wolfenbüttel     |  |  |       |  |  |                                            |  |  |                                       |  |
|                                                           |                                               | Maria von Braunschweig-Wolfenbüttel    | Julius, principe di Brunswick-Wolfenbüttel     |  |  |       |  |  |                                            |  |  |                                       |  |
|                                                           |                                               | Maria von Braunschweig-Wolfenbüttel    | Hedwig von Brandenburg                         |  |  |       |  |  |                                            |  |  |                                       |  |
|                                                           |                                               | Maria von Braunschweig-Wolfenbüttel    |                                                |  |  |       |  |  |                                            |  |  |                                       |  |